# Palazzo dell'Arte de Milan
Le palazzo dell'Arte ou palazzo Bernocchi (en français : palais Bernocchi) est un édifice construit entre 1931 et 1933, à Milan, pour accueillir l'Exposition Internationale des Arts Décoratifs.
Il a été réalisé grâce au legs d'environ 7 millions de lires de l'industriel et sénateur Antonio Bernocchi. Son architecte est Giovanni Muzio (it), qui utilise des références classiques, en mettant l'accent sur la monumentalité de l'édifice.
Situé dans l'axe de l'Arena, le palais forme le quatrième pôle d'un complexe monumental composé par deux axes Château des Sforza - Arc de la Paix et Arena - Palazzo dell'Arte, immergés dans les espaces verts du parc Sempione.

## Historique

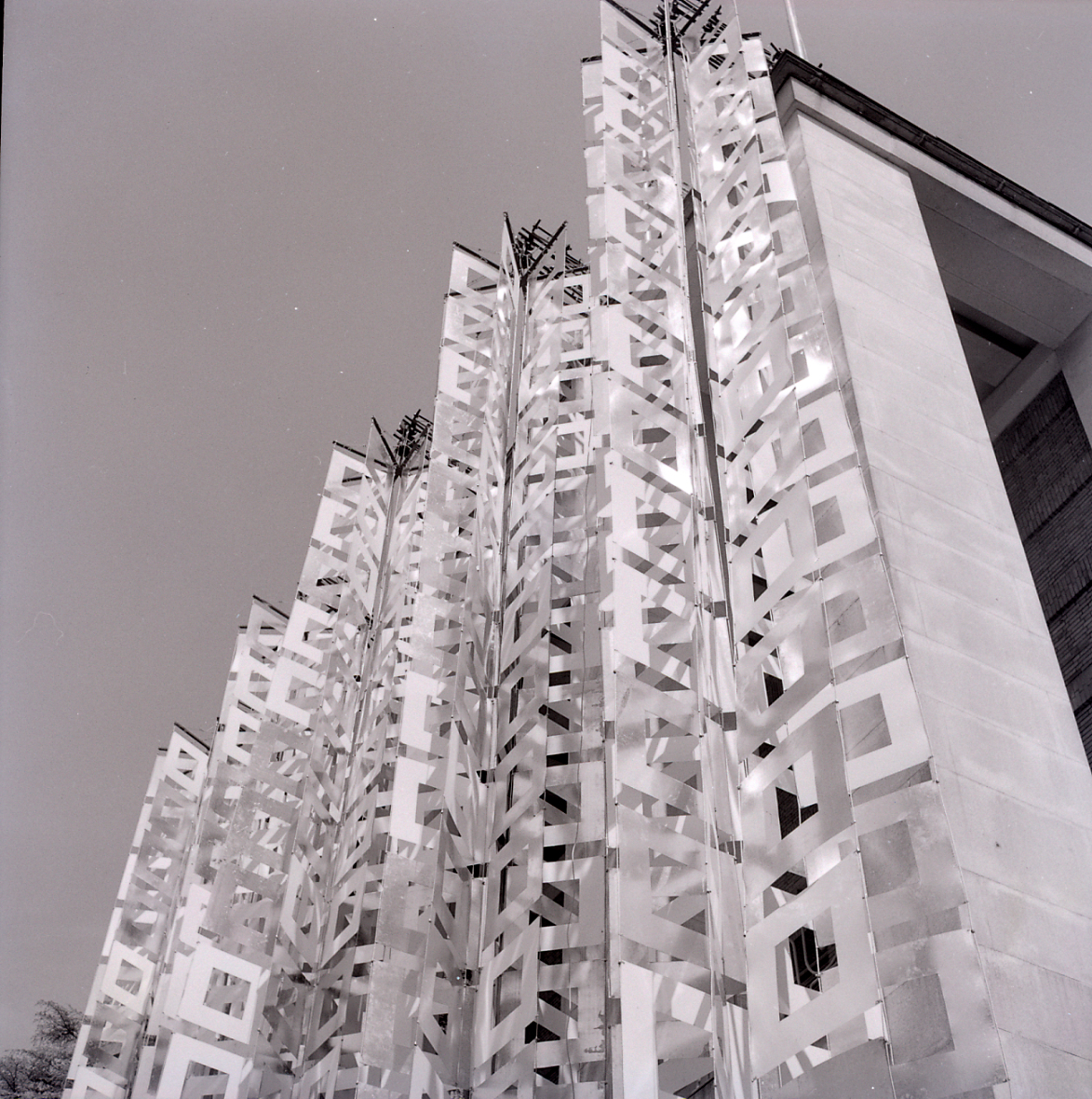
Décoration appliquée sur la façade du Palazzo dell'Arte à la 10e Triennale. Photographie de Paolo Monti, 1954.

Le chantier est ouvert rapidement dès l'automne 1931, alors que le projet n'est pas totalement finalisé. Le palais Bernocchi est achevé et inauguré au printemps de 1933 à l'occasion de la Ve Triennale (première édition milanaise).
Construit en béton armé, il se développe sur trois niveaux et selon un plan basilical, orienté nord-sud avec une large abside semi-circulaire. L'entrée principale, située viale Alemagna - caractérisée par d'imposantes dimensions allégées par de grands arcs recouverts de granite rose de Baveno - donne accès à la billetterie et aux salles d'exposition ou vers le vestibule central puis à l'escalier et à l'impluvium.
Sur le côté opposé donnant sur le parc, l'architecte installe une grande terrasse semi-circulaire à usage d'un café, détachée du corps de l'édifice et reliée par un triportique recouvert de marbre cipolin vert. Sur les façades, de la pierre est apposée alternant avec des dalles de Klinker (pour la première fois utilisées en Italie). À l'intérieur du palais Bernocchi, la lumière pénètre jusque dans les salles du rez-de-chaussée grâce à divers prodiges architecturaux tel le plafond en brique de verre.
Durant le conflit de la Seconde Guerre mondiale, le bâtiment souffre de divers dommages dus aux bombardements aériens. En 1946, des interventions internes mènent, entre autres, à une séparation des surfaces d'exposition puis, en 1962, une seconde opération encore plus envahissante, désapprouvée par Muzio lui-même, consiste en la construction, dans la cour intérieure, d'un escalier en béton armé de style brutaliste : ces deux interventions provoquèrent la destruction de la partie la plus suggestive et la plus représentative de l'édifice entier. Lors de son occupation par le mouvement étudiant de mai 1968, le palais Bernocchi subit également diverses dégradations. En 1982 il est entièrement restauré.
En 2002 est confié à Michele De Lucchi le soin de redonner son authenticité au palais. Sont repensés un nouvel atrium, une nouvelle billetterie avec vestiaire, une nouvelle librairie (aménagée dans la salle Impluvium), un nouveau café et de nouveaux espaces d'exposition.
Ensuite, l'architecte De Lucchi prolonge son projet de rénovation par la création du Triennale Design Museum, relié au bâtiment principal par une passerelle suspendue.

## Galerie de photos

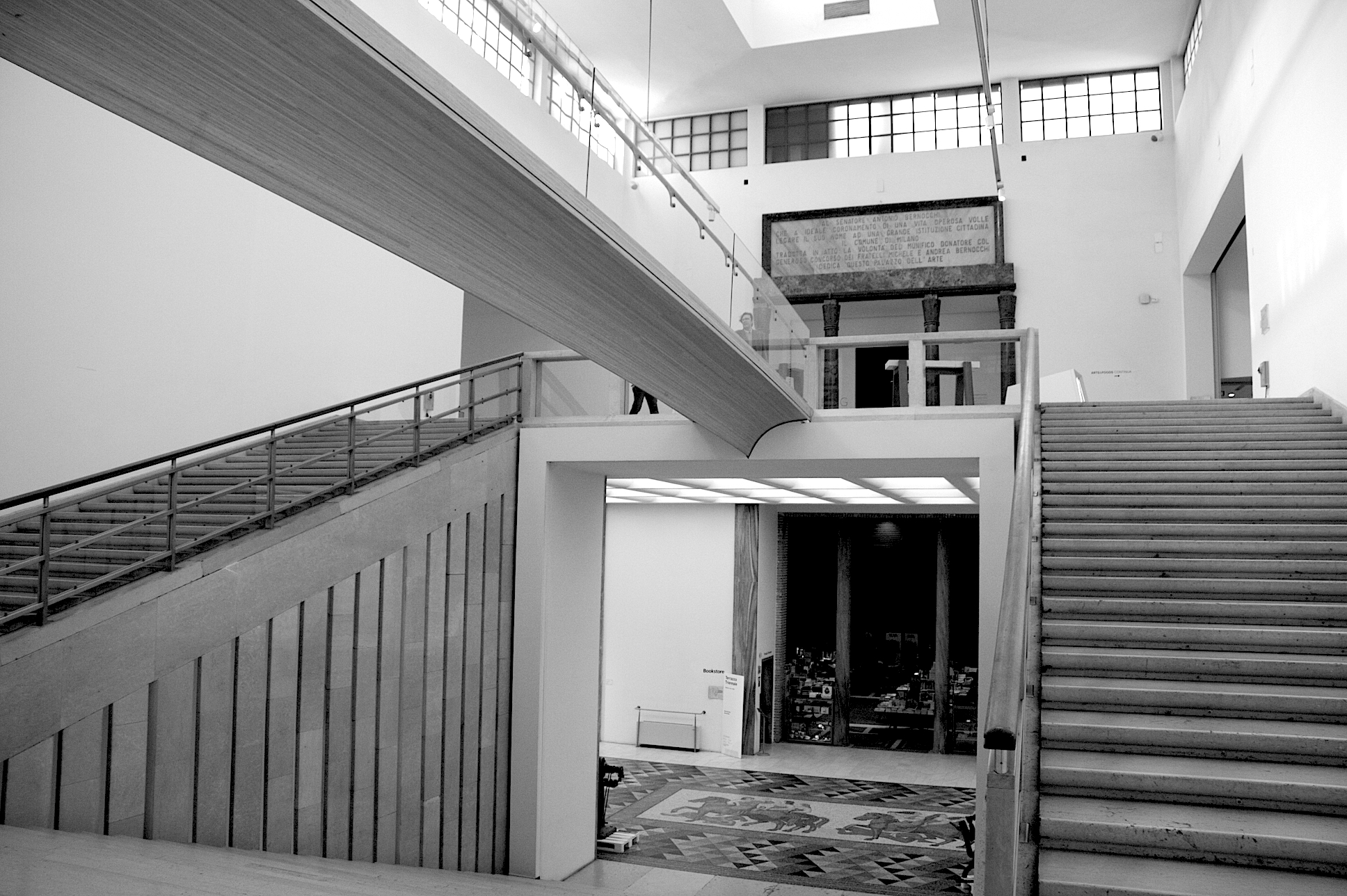
Escalier d'honneur de la Triennale de Milan (Gualtiero Galmanini architecte, 1947)
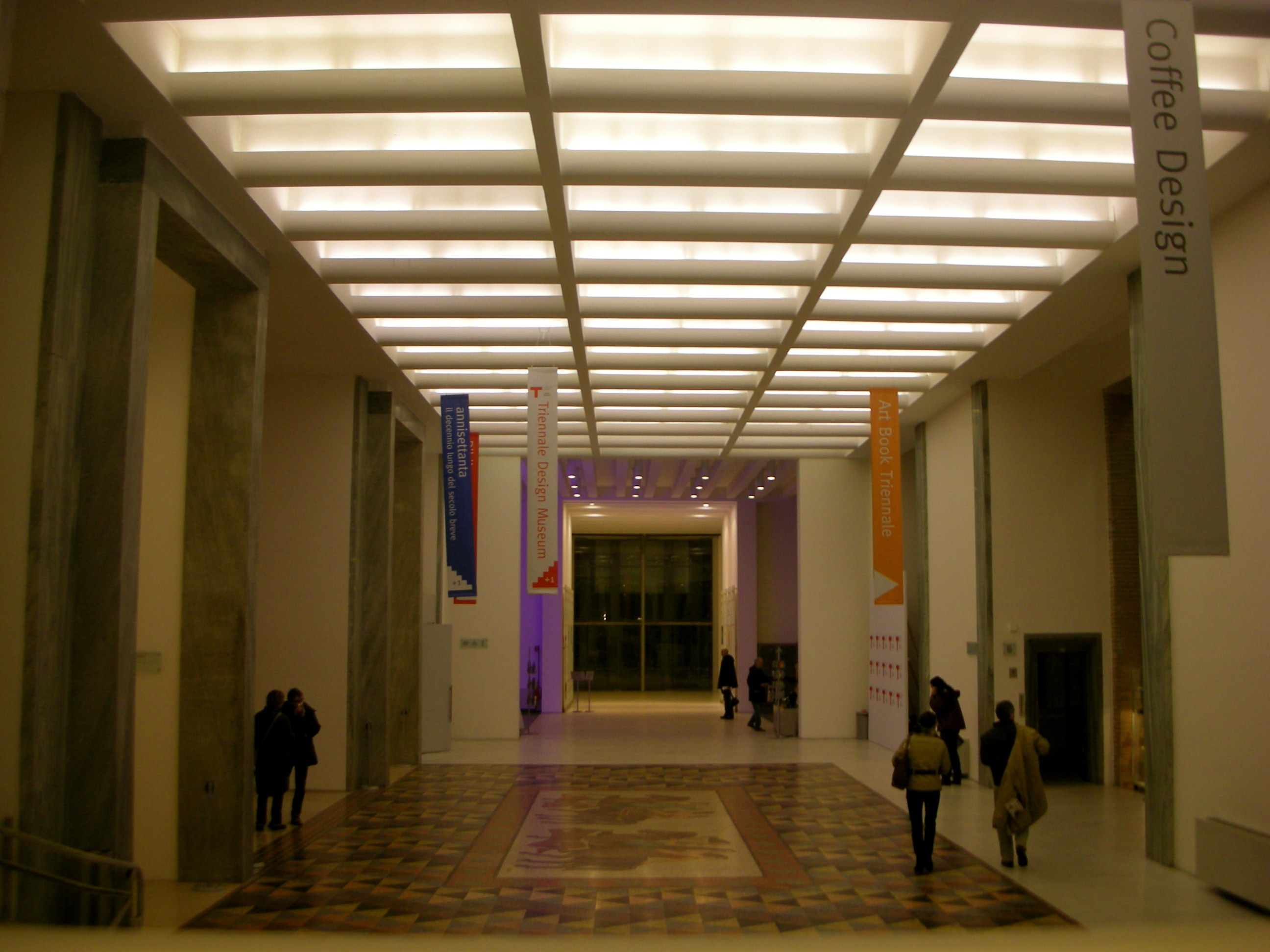
L'atrium du palais.
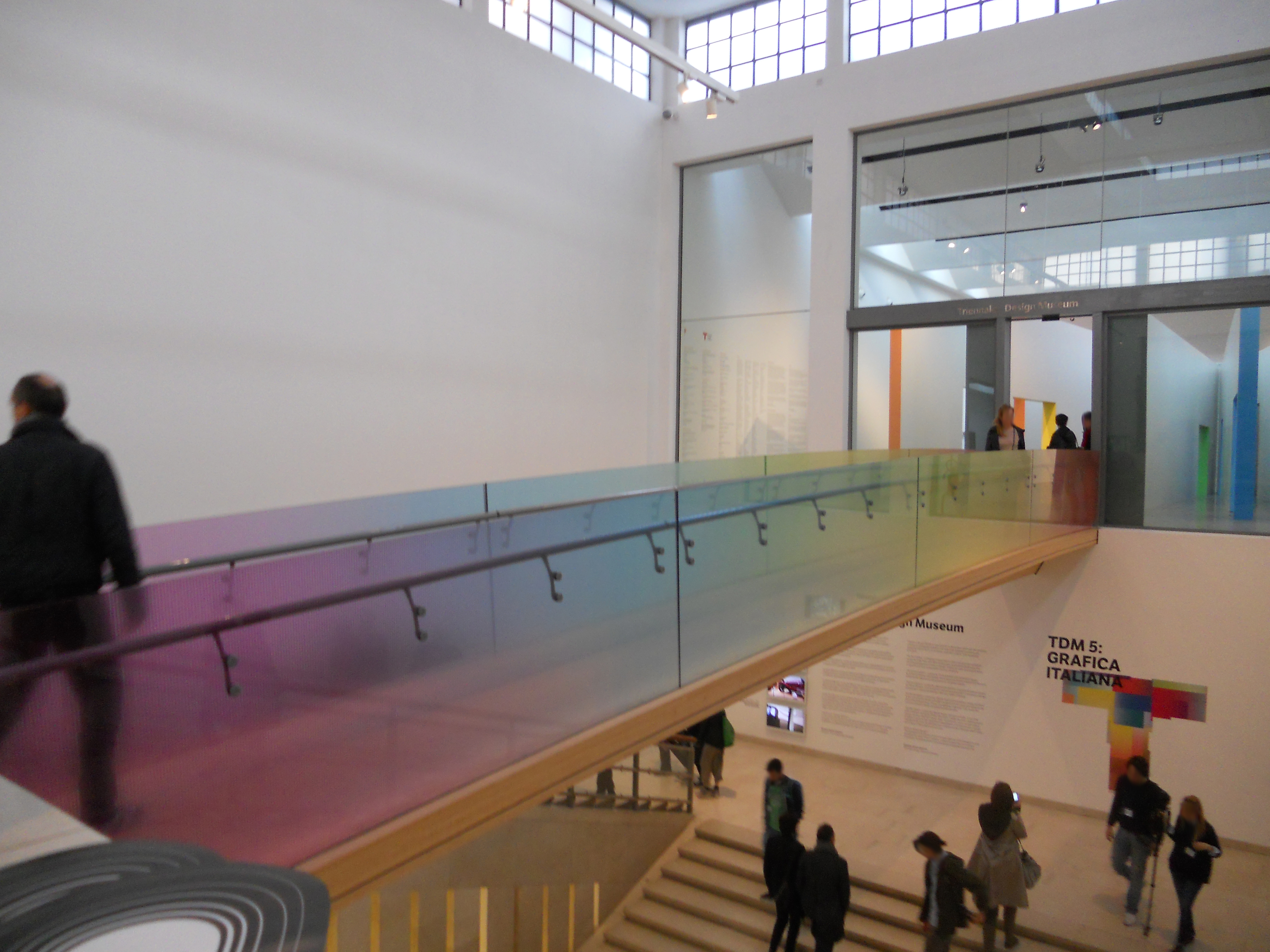
La passerelle d'accès au Triennale Design Museum.

Expositions de la Triennale au Palazzo dell'Arte, photographié par Paolo Monti (1954-1964)
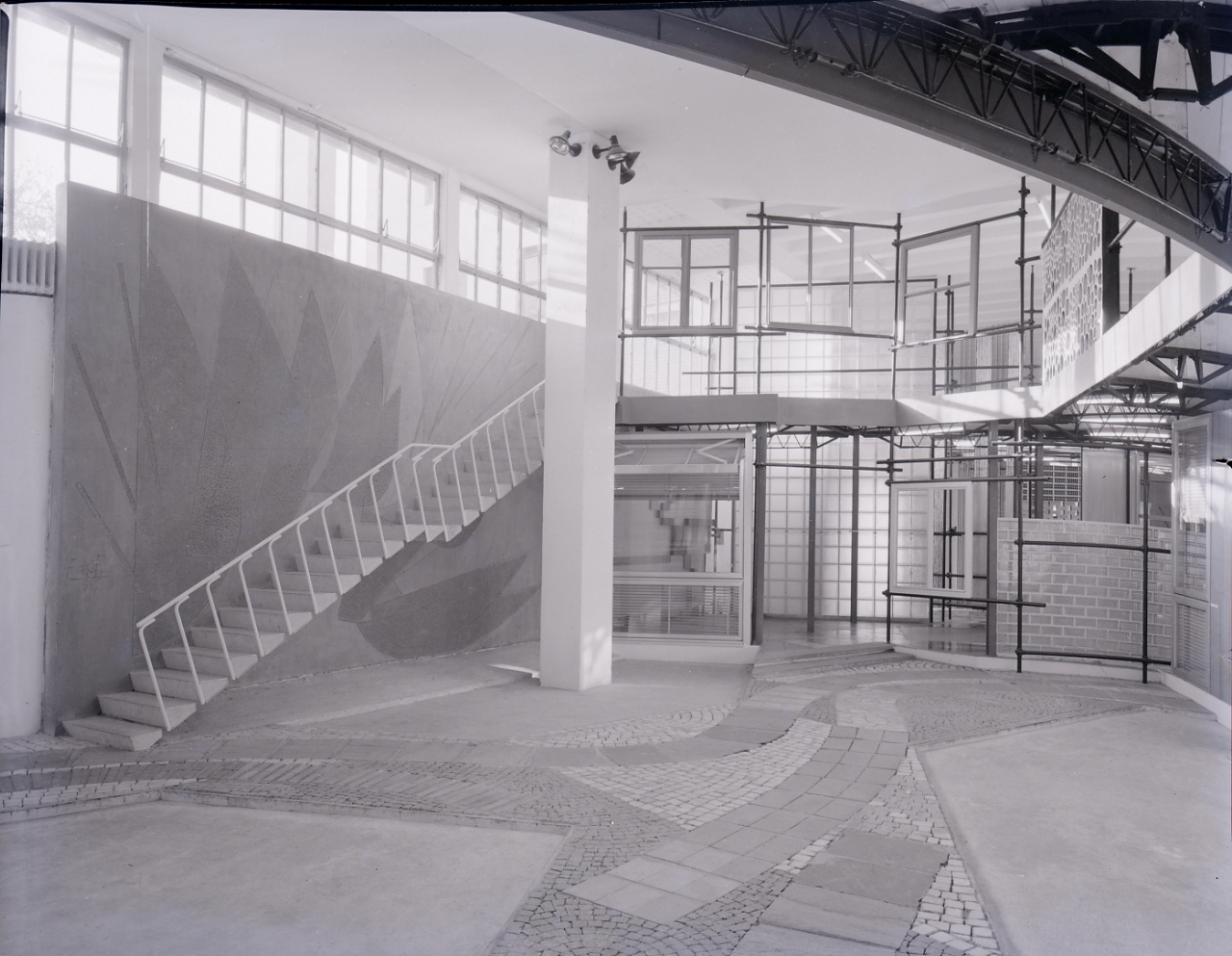
Exposition pour la 10ème Triennale, 1954
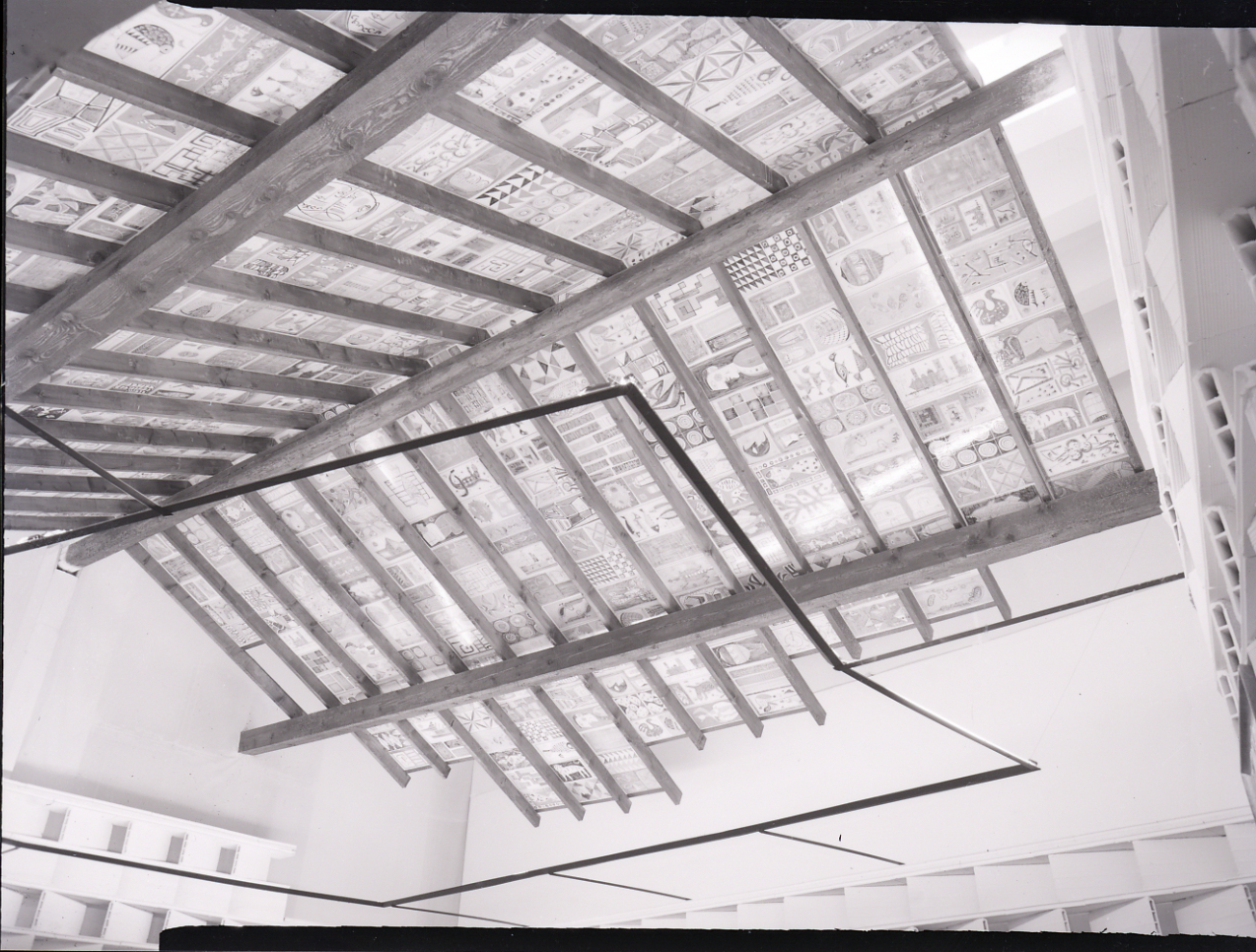
Exposition graphique pour la 10ème Triennale, 1954
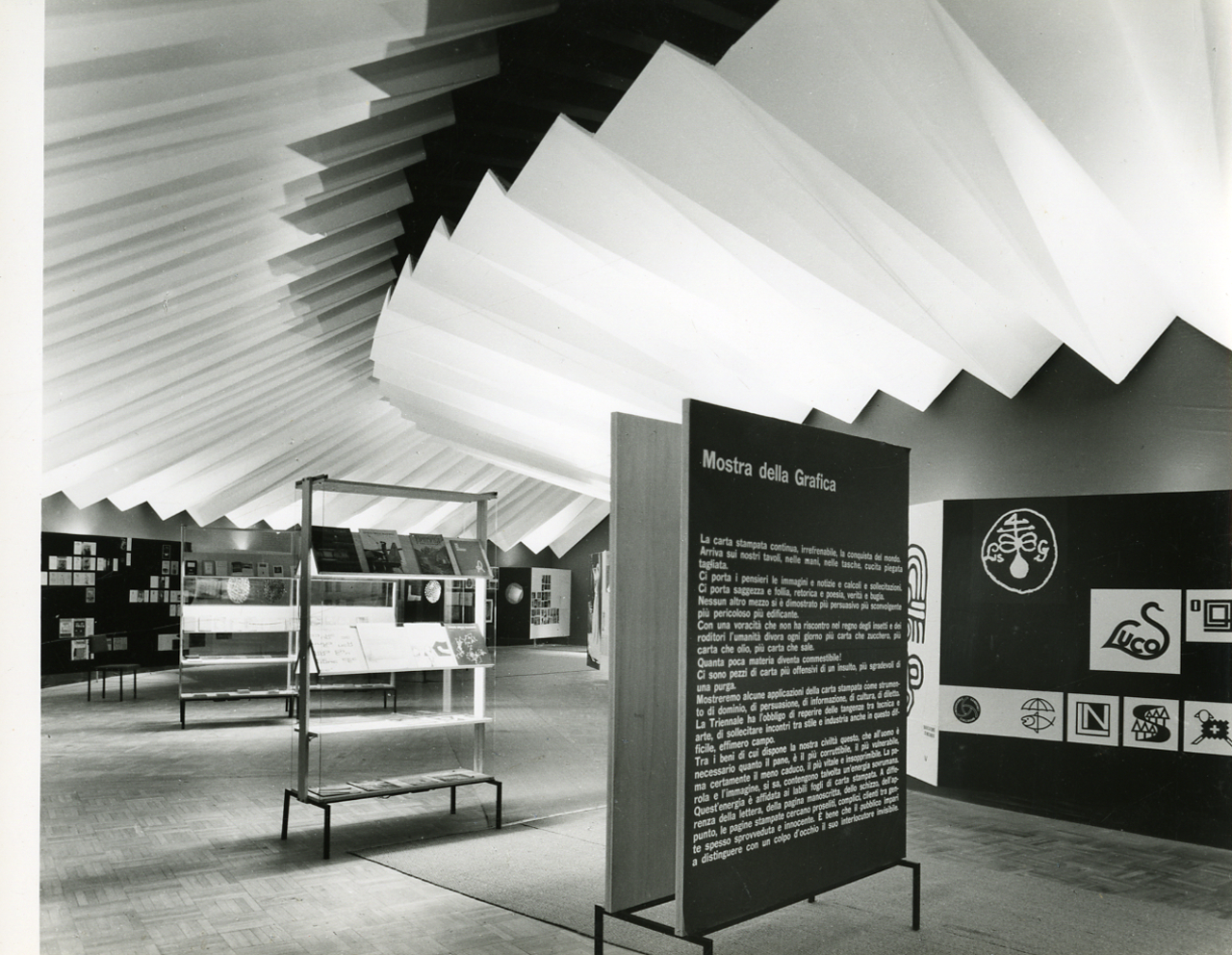
Exposition de graphiques, 10ème Triennale, 1954
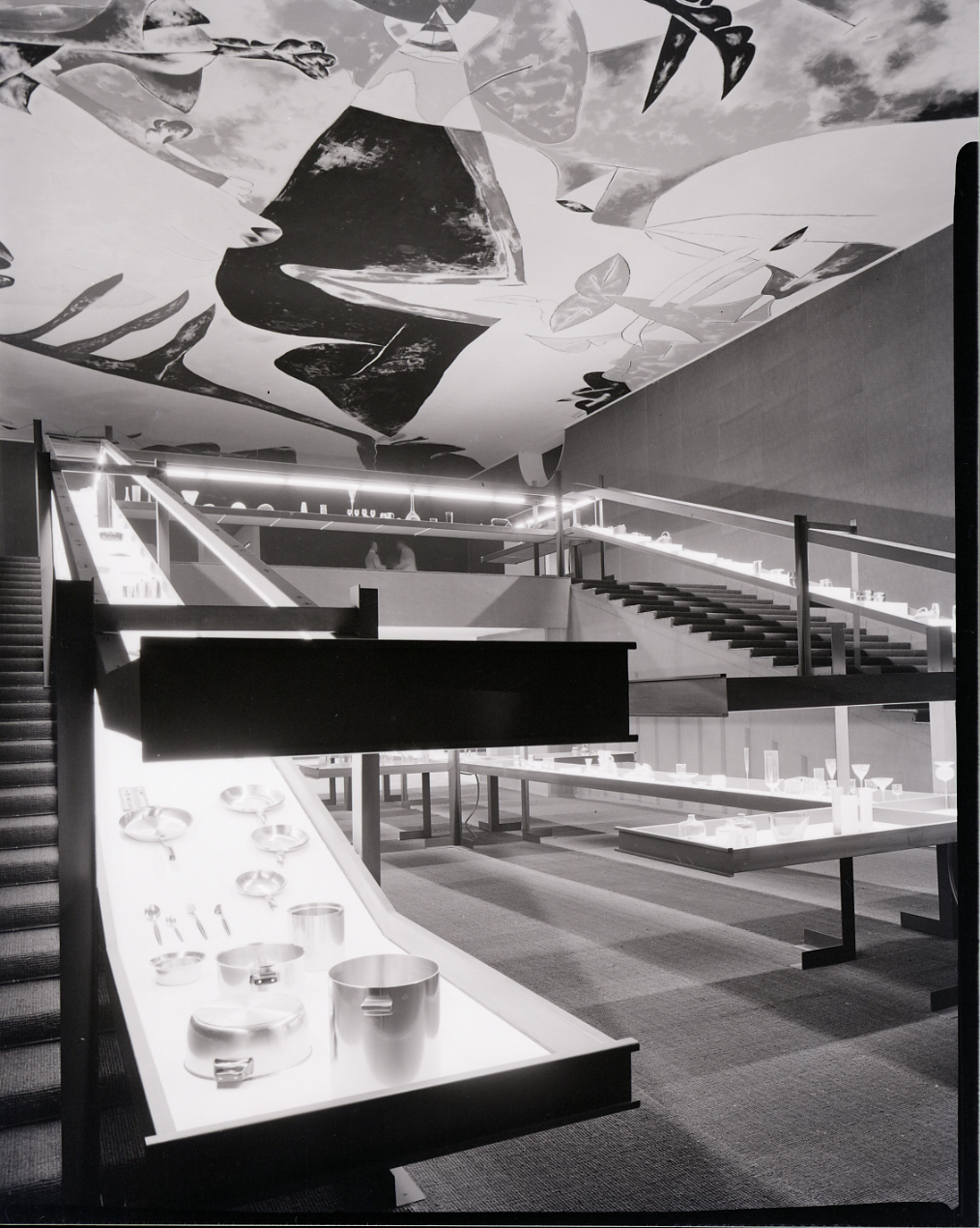
Exposition pour la 12ème Triennale, 1960
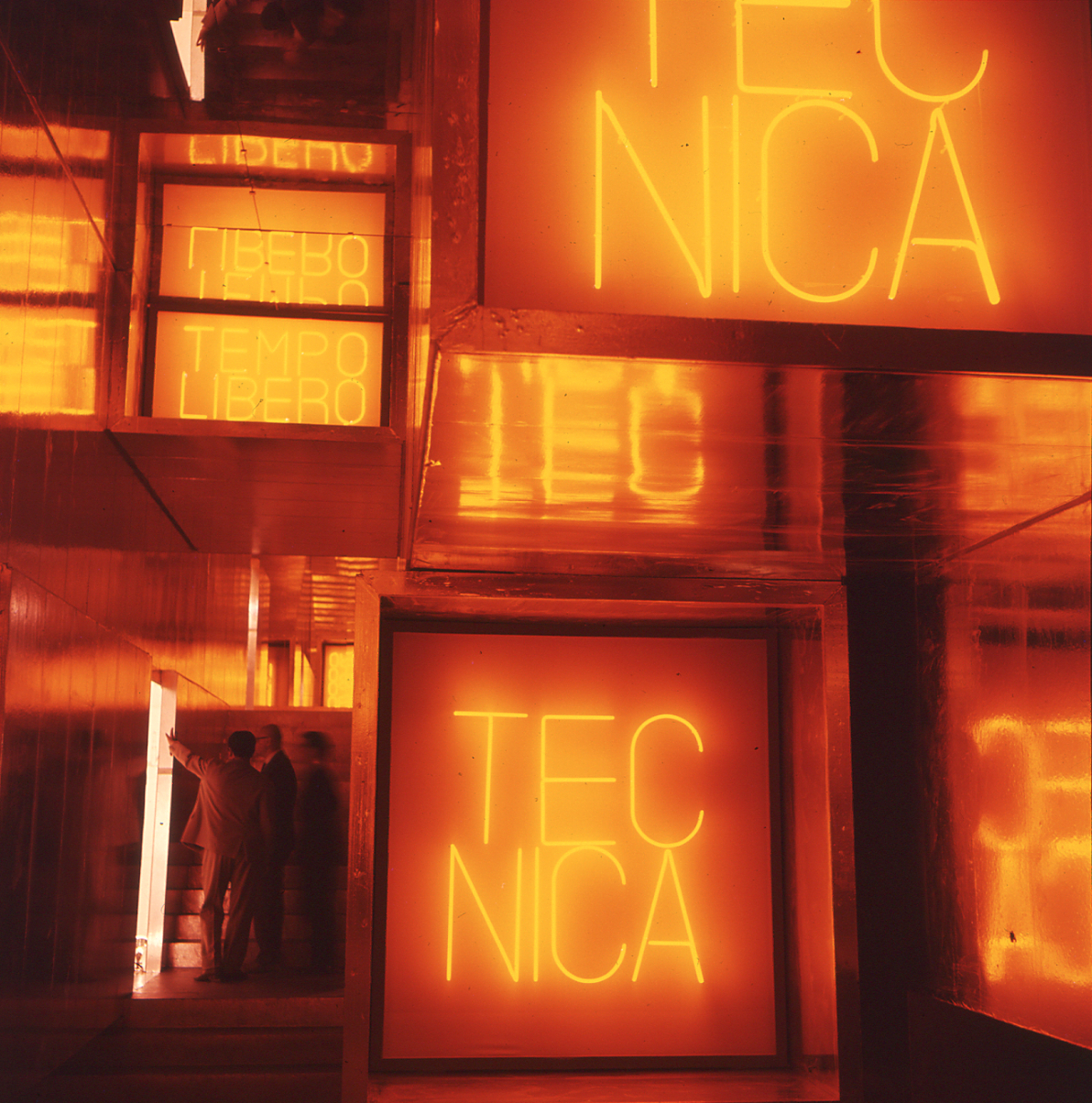
Installation lumineuse sur les escaliers de Palazzo dell'Arte, 13ème Triennale, 1964
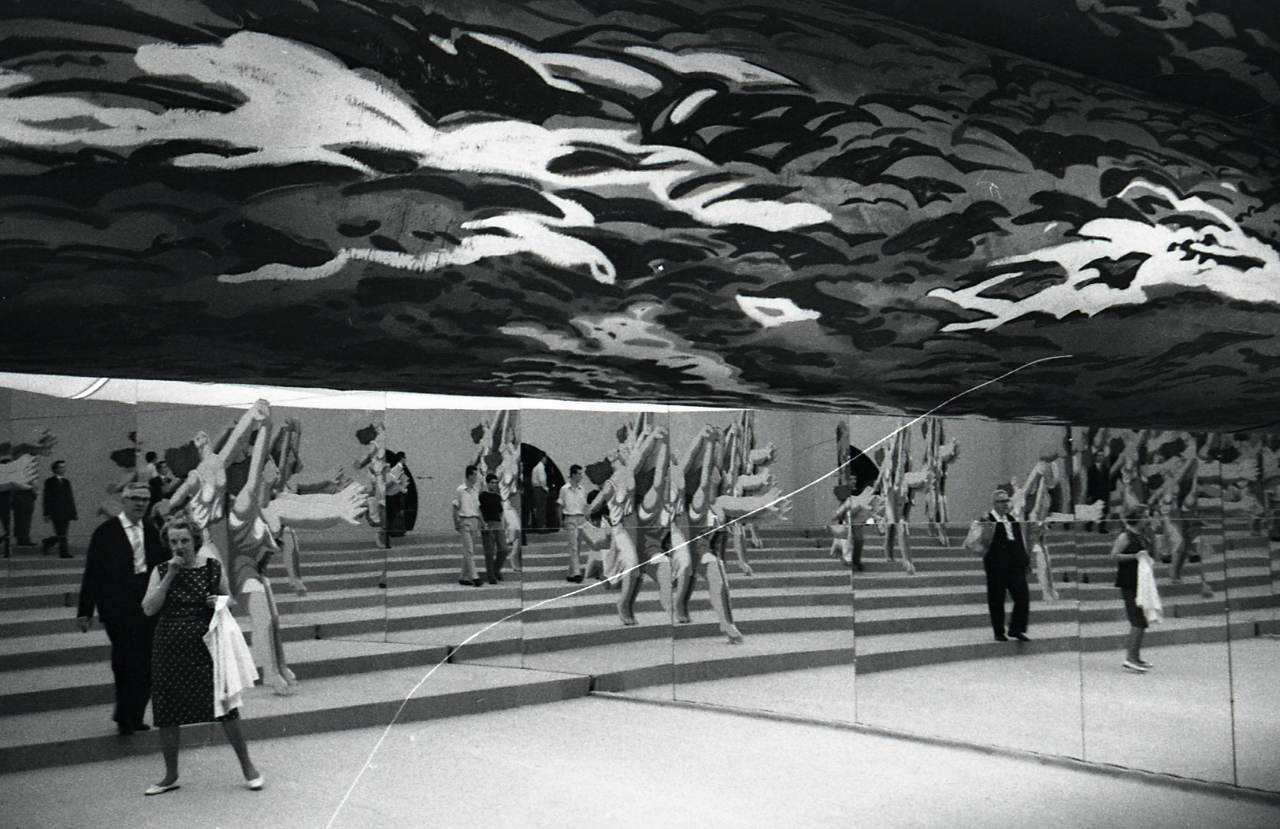
Exposition pour la 13ème Triennale, 1964